# UTV Software Communications
UTV Software Communications (abreviado como UTV ) foi um conglomerado indiano de mídia de massa de propriedade da The Walt Disney Company India. A UTV foi incorporada como United Television Software Communications em 22 de junho de 1990 por Ronnie e Zarina Screwvala. 
Mais tarde, a empresa tornou-se pública em 27 de novembro de 1995 e foi renomeada para UTV Software Communications em 19 de março de 1998.  A UTV foi listada na Bolsa de Valores de Bombaim e na Bolsa Nacional de Valores da Índia, e sua divisão de filmes, a UTV Motion Pictures, foi listada no Alternative Investment Market (AIM) da Bolsa de Valores de Londres. 